# Violinkonsert nr 5 (Mozart)
Violinkonsert nr 5 i A-dur, K. 219, är en violinkonsert av Wolfgang Amadeus Mozart komponerad 1775.

## Instrumentering
Konserten är skriven för violin och orkester bestående av 2 oboer, 2 horn och stråkar.

## Form
Konsertens tre satser är:
1. Allegro Aperto - Adagio - Allegro Aperto
2. Adagio
3. Rondeau - Tempo di Minuetto[1]